# Univerzalni konstruktorski komplet
Univerzalni konstruktorski komplet jeste nastavno sredstvo koje se prema “Normativima školskog prostora, opreme i nastavnih sredstava u osnovnoj školi” koristi u nastavi Tehnike i tehnologije u Republici Srbiji.
Plastični elementi koji se nalaze u konstruktorskom kompletu mogu se upotrebiti na različite načine, tako da je moguće izraditi veliki broj konstrukcija odnosno modela i maketa. Spajanje plastičnih konstruktorskih elemenata vrši se pomoću zavrtnja i navrtke. Za lakše i čvršće pritezanje zavrtnja i navrtke koristi se viljuškasti ključ i odvijač.
Učenici modelovanje započnju tako što se najpre upoznaju sa sadržajem kompleta, odnosno, ponuđenim konstruktorskim elementima. Nakon toga, izrađuju jednostavnije konstrukcije kako bi ovladali načinom uklapanja i spajanja pojedinih delova.
Upotrebom ovog nastavnog sredstva, kroz igru i zabavu, učenici razvijaju spretnost, preciznost, urednost, strpljivost, stvaralačke sposobnosti kao i umešnost u ostvarivanju svojih zamisli.